# Joris Nieuwenhuis
Joris Nieuwenhuis (Doetinchem, 11 februari 1996) is een Nederlands wegwielrenner en veldrijder.

## Biografie
Nieuwenhuis begon zijn carrière in het veldrijden. Zo werd hij driemaal Nederlands kampioen bij de jeugd. In het veldritseizoen 2016-2017 won hij vier manches en het eindklassement in de wereldbeker voor beloften. Later in dat seizoen werd hij ook wereldkampioen. Hij won op het WK met 1'23" voorsprong op de Spanjaard Felipe Orts. Het seizoen 2018-2019 was zijn eerste bij de profs. Hij liet enkele puike resultaten optekenen. Zo stond hij eind december als derde mee op het podium van de wereldbekercross te Zolder. Later in zijn carrière legde hij zich meer toe op het wegwielrennen. Eerst enkele jaren bij het Development Team, later ook bij de hoofdploeg van Team DSM. Bij deze ploeg had hij voornamelijk de rol van knecht. Hij reed uiteindelijk vier jaar voor Team DSM en zijn voorganger Team Sunweb. In deze periode reed hij twee keer de Ronde van Frankrijk en één keer de Ronde van Spanje uit. Zijn meest noemenswaardige uitslag op de weg was een derde plek in de Franse eendagsklassieker Parijs-Tours 2020.
Sedert 1 oktober 2022 maakte hij opnieuw de switch. Hij focust opnieuw volledig op het veldrijden. Hij reed onmiddellijk enkele keurige uitslagen. Zo werd hij vierde tijdens het EK.
In december 2023 boekte hij zijn eerste wereldbekerzege in de sneeuw van Val di Sole. Eind december 2023 werd hij weer derde bij de Superprestige veldrit in Zolder. In januari 2024 werd hij voor de eerste keer Nederlands kampioen bij de elite, en enkele weken later tweede op het wereldkampioenschap.

## Palmares

### Veldrijden
Overwinningen
| Seizoen   | Wereldbeker | Superprestige   | Trofee | WK    | EK    | NK    | Overige      | Totaal aantal zeges |
| Elite     | Elite       | Elite           | Elite  | Elite | Elite | Elite | Elite        | Elite               |
| --------- | ----------- | --------------- | ------ | ----- | ----- | ----- | ------------ | ------------------- |
| 2018-2019 |             |                 |        | 13e   | 7e    | 4e    |              | 0                   |
| 2019-2020 |             |                 |        | 12e   | 15e   | ↑     |              | 0                   |
| 2020-2021 |             |                 |        | 10e   | DNS   | Afg.  |              | 0                   |
| 2021-2022 |             |                 |        | DNS   | 8e    | DNS   |              | 0                   |
| 2022-2023 |             |                 |        | -     | 4e    | ↑     |              | 0                   |
| 2023-2024 | Val di Sole | Merksplas, Boom |        | ↑     | 11e   | ↑     | Indianapolis | 5                   |
| 2024-2025 |             | Middelkerke     |        | 4e    |       | ↑     | Oostmalle    | 2                   |
| Totaal    | 1           | 3               | 0      | 0     | 0     | 1     | 2            | 7                   |

Resultatentabel
| Seizoen   | Aantal zeges | Regenboogtrui | Europese kampioenentrui | Nederlandse kampioenstrui | WB  | SP  | X²O | UCI  |
| --------- | ------------ | ------------- | ----------------------- | ------------------------- | --- | --- | --- | ---- |
| 2018–2019 | 0            | 13e           | 7e                      | 4e                        | 19e | 10e | 11e | 17e  |
| 2019–2020 | 0            | 12e           | 15e                     | ↑                         | 10e | 14e | -   | 16e  |
| 2020–2021 | 0            | 10e           | DNS                     | Afg.                      | 15e | -   | 36e | 17e  |
| 2021–2022 | 0            | DNS           | 8e                      | DNS                       | 39e | 33e | -   | 101e |
| 2022–2023 | 0            | 26e           | 4e                      | ↑                         | 11e | 14e | 9e  | 14e  |
| 2023–2024 | 4            |               | 11                      |                           |     |     |     |      |
| Totaal    | 4            | 0             | 0                       | 0                         | 0   | 0   | 0   | 0    |

### Wegwielrennen

#### Resultaten in voornaamste wedstrijden
| Jaar | Ronde van Italië | Ronde van Frankrijk | Ronde van Spanje |
| ---- | ---------------- | ------------------- | ---------------- |
| 2020 |                  | 103e                |                  |
| 2021 |                  | 128e                |                  |
| 2022 |                  |                     | 106e             |

| Jaar | Milaan-San Remo | Ronde van Vlaanderen | Parijs-Roubaix | Amstel Gold Race | Luik-Bast.‑Luik | Waalse Pijl | Parijs-Tours |
| ---- | --------------- | -------------------- | -------------- | ---------------- | --------------- | ----------- | ------------ |
| 2020 |                 | 33e                  |                |                  |                 |             | ↑            |
| 2021 |                 | opgave               |                |                  |                 |             |              |
| 2022 | 63e             | 39e                  | 39e            | 50e              | 118e            | opgave      |              |

### Jeugd
Wereldkampioen veldrijden: 2017 (beloften)
 Nederlands kampioen veldrijden: 2014 (junioren), 2017 & 2018 (beloften)
 Nederlands kampioen cross-country mountainbike 2014 (junioren)

## Ploegen
- 2015 –  Rabobank Development Team
- 2016 –  Rabobank Development Team
- 2017 –  Development Team Sunweb
- 2018 –  Development Team Sunweb
- 2019 –  Team Sunweb
- 2020 –  Team Sunweb
- 2021 –  Team DSM
- 2022 –  Team DSM
- 2022-2023 –  Baloise - Trek Lions (vanaf 1 oktober)
- 2023-2024 –  Baloise - Trek Lions
- 2024-2025 –  Ridley Racing Team

Bax ·
Bol ·
Budding ·
Cornelisse ·
Godrie ·
Havik ·
Hofstede ·
Honigh ·
Korevaar · 
Lenderink ·
Maas ·
Meijers ·
Nieuwenhuis ·
Oomen ·
Tolhoek ·
van Trijp ·
Tusveld ·
de Vries ·
Wouters
Bax · Bol · Bouwmans · Budding · Cornelisse · Godrie · Gunst · van der Heijden · Hofstede · Honigh · Korevaar · Lenderink · Maas · Meijers · Nieuwenhuis · Nieuwpoort · Olieslagers · Tusveld · de Vries · Wouters
Bétouigt-Suire · Eekhoff · Gall · Goos · Gressier · Kanter · Mobach · Nieuwenhuis · Rohde · Salmon · Stork · Zepuntke
Eekhoff · Gall · Heinschke · Hirschi · Kanter · Märkl · Mobach · Nieuwenhuis · Salmon · Stork · Tu · Vanoverberghe
Arndt · Bakelants ·  Bol · Curvers · Dumoulin · Fröhlinger · Haga · Hamilton · Hindley · Hirschi · Kämna · Kanter · Kelderman · A. Kragh Andersen · S. Kragh Andersen · Matthews · Nieuwenhuis · Oomen · Pedersen · Power · Roche · Storer · Stork · Tusveld · Vervaeke · Walscheid · Eekhoff (stagiair) · Kooistra (stagiair) · Salmon (stagiair)
Arensman (vanaf 1 juli) · Arndt · Benoot · Bol · Dainese · Denz · Donovan · Eekhoff · Gall · Haga · Hamilton · Hindley · Hirschi · Kanter · Kelderman · A. Kragh Andersen · S. Kragh Andersen · Matthews · Nieuwenhuis · Oomen · Pedersen · Power · Roche · Salmon · Storer · Stork · Sütterlin · Tusveld · Van Wilder · Vermaerke (stagiair)
Arensman · Arndt · Bardet · Benoot · Bol · Brenner · Combaud · Dainese · Denz · Donovan · Eekhoff · Gall · Haga · Hamilton · Hindley · Kanter · A. Kragh Andersen · S. Kragh Andersen · Leknessund · Markl · Nieuwenhuis · Pedersen · Roche · Salmon · Storer · Stork · Sütterlin · Tusveld · Vermaerke · Van Wilder
Arensman · Arndt · Bardet · Bittner (vanaf 1/8) · Bol · Brenner · Combaud · Dainese · Degenkolb · Denz · Donovan · Eekhoff · Hamilton · Heinschke · Hvideberg · A. Kragh Andersen · S. Kragh Andersen · Leknessund · Markl · Mayrhofer · Naberman · Nieuwenhuis · Pedersen · Rodenberg · Stork · Tusveld · van Uden (vanaf 1/8) · Vandenabeele · Vermaerke · Welsford